# Rue Galande
La rue Galande est une voie située dans le quartier de la Sorbonne du 5e arrondissement de Paris.

## Situation et accès
Cette rue de presque 200 mètres de long garde de nos jours un aspect médiéval par son tracé en courbe, ses trottoirs étroits, sa voie pavée et un bâti parfois très ancien. Située dans le quartier Saint-Michel, endroit très touristique, cette voie comporte en 2016 de nombreux petits restaurants.
La rue Galande est accessible par la ligne de métro 10 à la station Maubert - Mutualité située à proximité.

## Origine du nom
L'origine de son nom renvoie à l'ancien clos dit de Garlande, qu'elle longeait, propriété de la famille d'Étienne de Garlande, favori du roi Louis VI le Gros, qui y possédait un clos de vigne.

## Historique
La rue à l'époque gallo-romaine était sur le tracé de la route reliant Lutèce à Fontainebleau.

### Ouverture de la rue
Elle fut réellement ouverte en 1202 sur l'emplacement du clos dit de Garlande, un fief loti en 1127 après la disgrâce de la famille Garlande et elle devint très commerçante. Les registres d'imposition de 1292 mentionnent que la rue comporte cinquante notables imposés, représentant seize métiers différents. Au XIIIe siècle, la rue est bordée par un cimetière juif.

### Du XIVeau XIXesiècle
Au XIVe siècle, la quasi-totalité de la rue appartenait au Chapitre de Notre-Dame de Paris.
Elle est citée dans Le Dit des rues de Paris de Guillot de Paris sous la forme « rue de Gallande ».

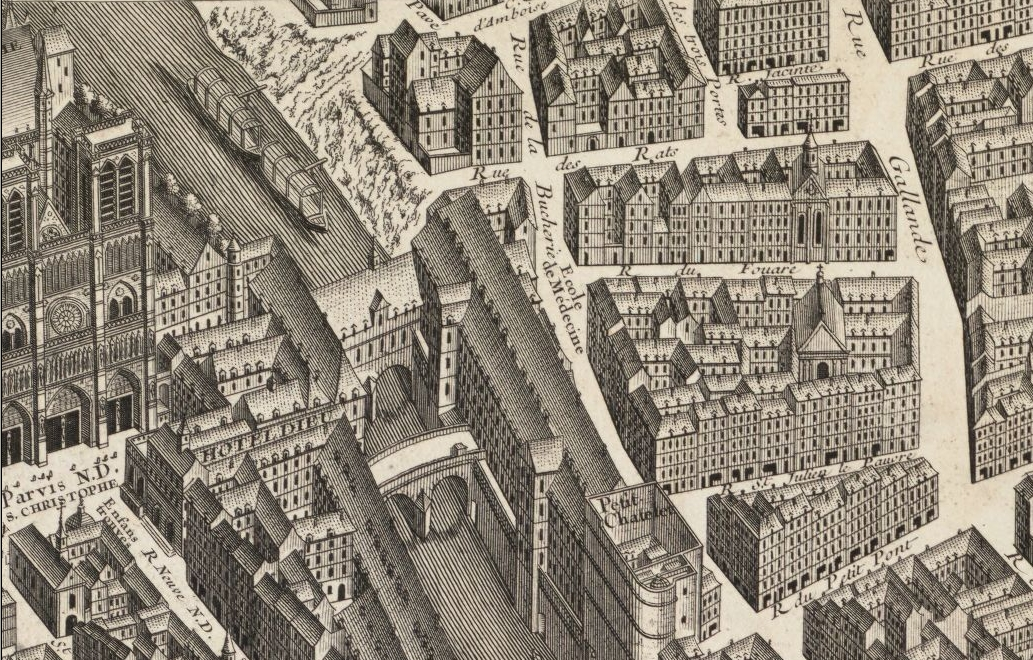
La rue, à droite de l'image, sur le plan de Turgot (1734-1739).

Au XVIIIe siècle, beaucoup de librairies avaient pignon dans cette rue, à l'angle de la rue du Foüare, notamment le fils d'Étienne Chardon, le libraire. 
Jacques Chardon (1688-1766) est devenu maître imprimeur en décembre 1712 et prit la succession de son père. Celui-ci avait approbation par privilèges du roi pour l'impression des lois, l'héraldique, l'histoire généalogique et la vente de livres rares[réf. nécessaire].
Au début du XIXe siècle, elle devint le repère d'une population marginale se terrant dans des bouges sordides, tels Le Château rouge ou La Crèmerie d'Alexandre, décrits par Joris-Karl Huysmans dans La Bièvre et Saint-Séverin.
Jusqu'à la fin du XIXe siècle, cette rue commençait place Maubert et rue des Lavandières-Place-Maubert et finissait rue Saint-Jacques et rue du Petit-Pont. Les numéros de la rue étaient noirs. Le dernier numéro impair était le no 79 et le dernier numéro pair était le no 60.
Elle était située dans l'ancien 12e arrondissement, puis dans le 5e arrondissement après la création de ce dernier en 1859.

La rue à  la fin du XIXe siècle
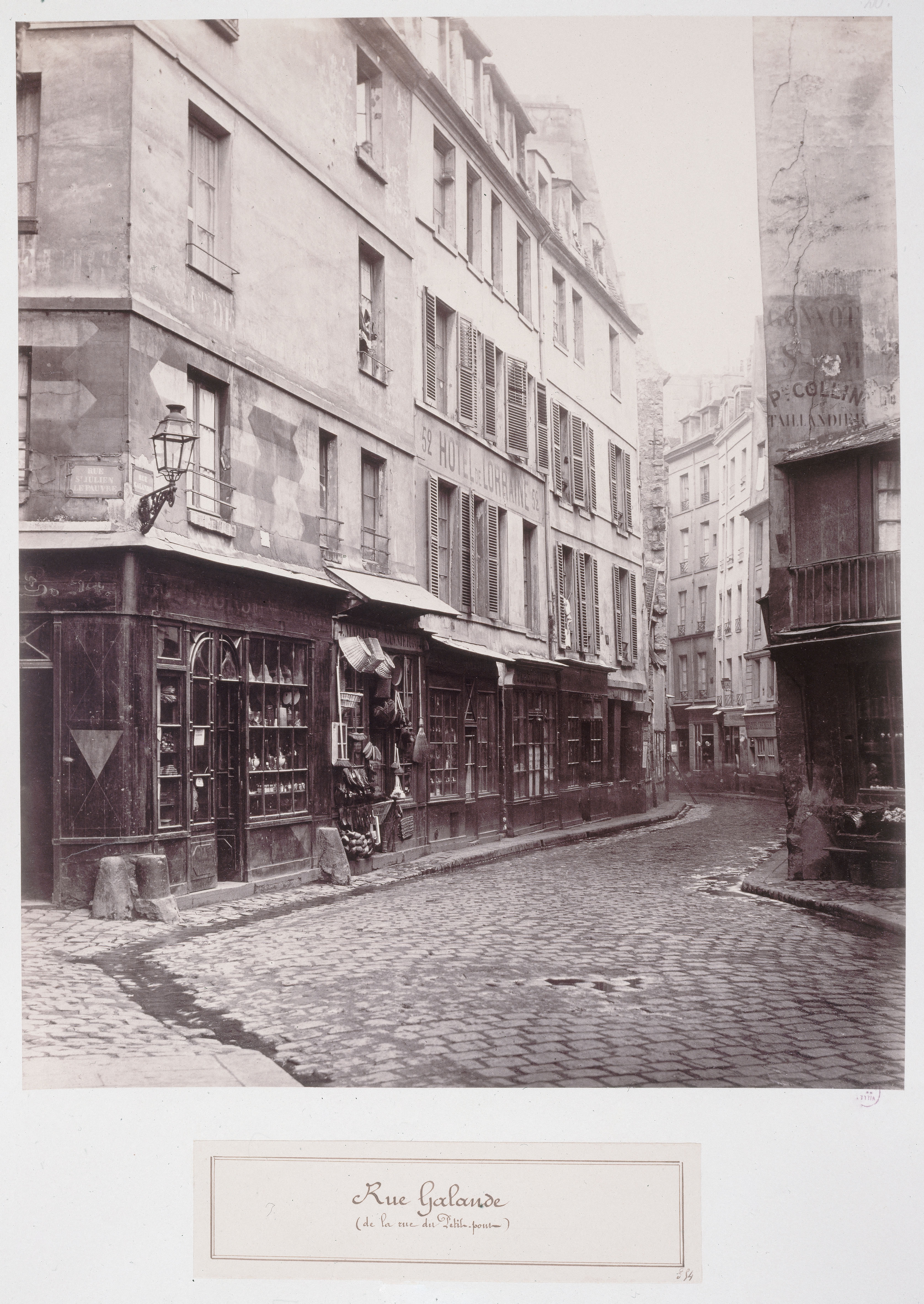
Vers 1865-1868.
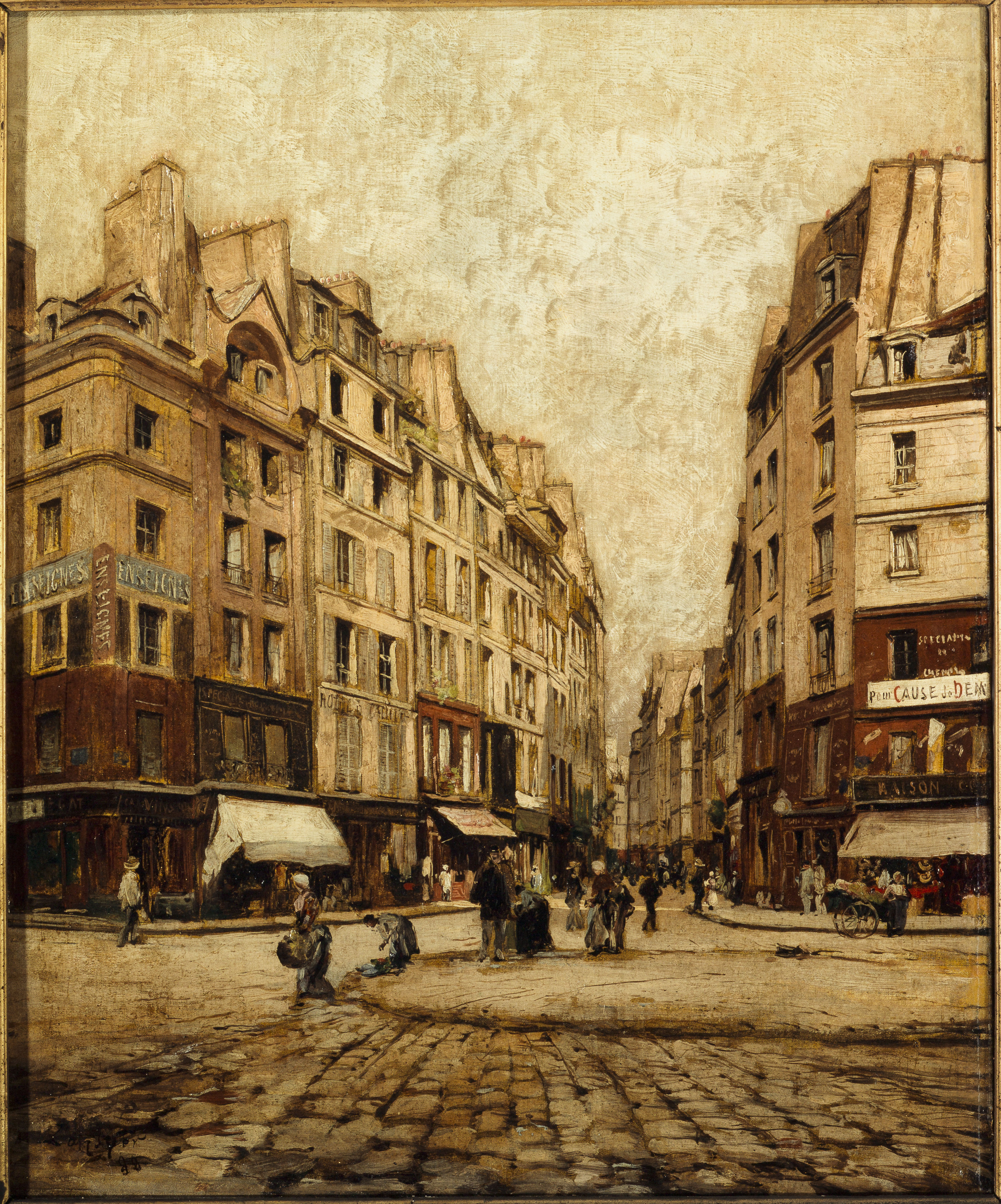
La Rue Galande, en 1888. Tableau anonyme, Musée Carnavalet.
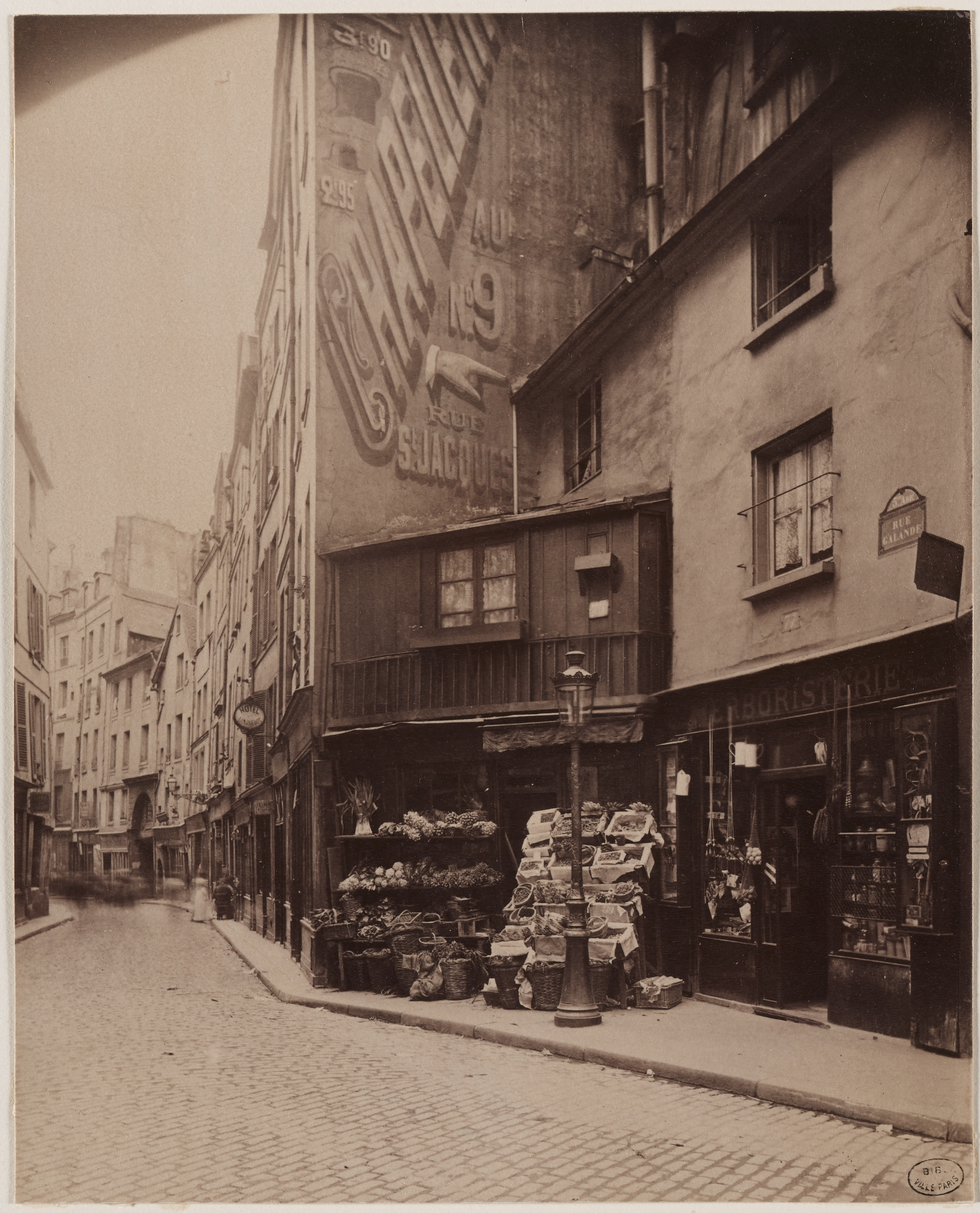
Rue Galande en 1900.

### Démolition partielle

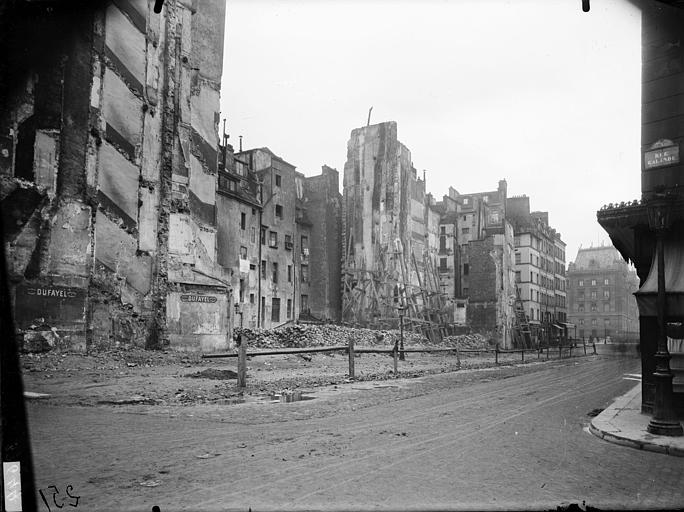
Démolition de la rue Galande photographiée par Eugène Atget en 1908.

La rue était longue de 230 m (contre 165 m aujourd'hui). La partie de la rue vers la place Maubert a en effet été supprimée par l'ouverture de la rue Lagrange.
De nos jours, il demeure toujours quelques maisons à pans de bois et des lambeaux de la chapelle Saint-Blaise qui était le siège de la confrérie des maçons charpentiers.

## Bâtiments remarquables et lieux de mémoire
- Nos 29, 31, 33, 35, 37 : maisons médiévales datant des XVe et XVIe siècles.

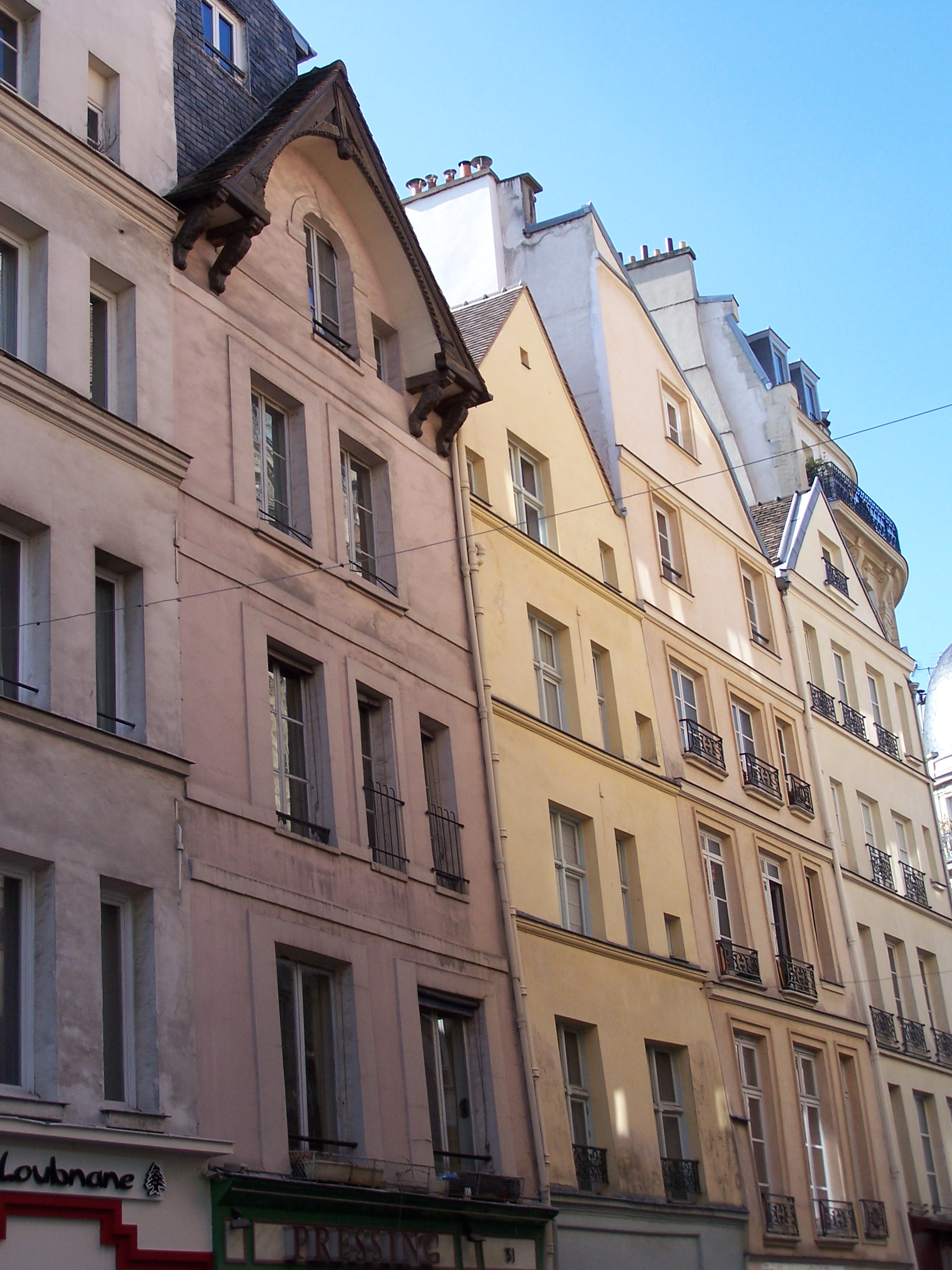
Les maisons médiévales de la rue.
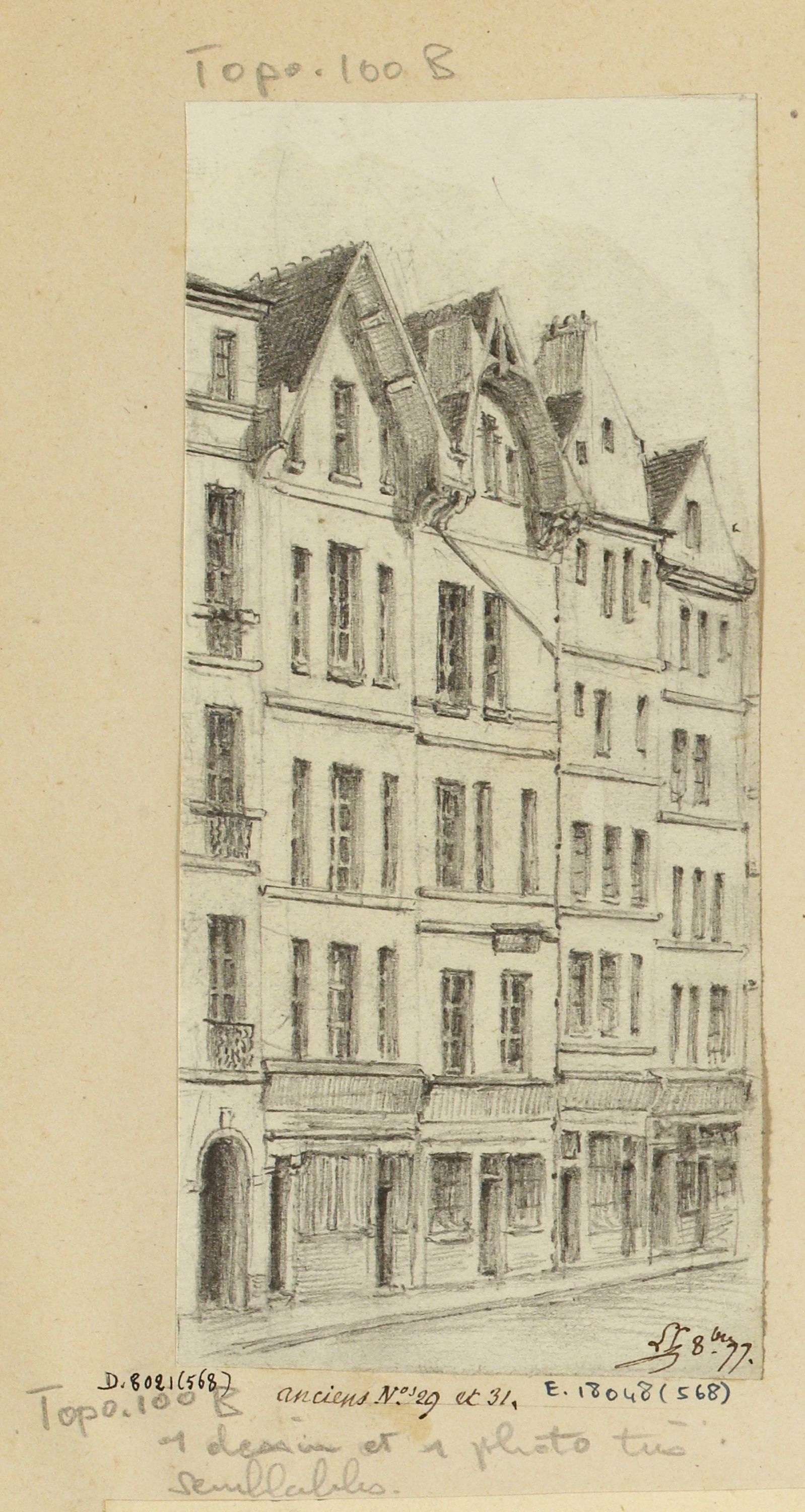
nos 29 et 31, ou Maison des trois porcelets.
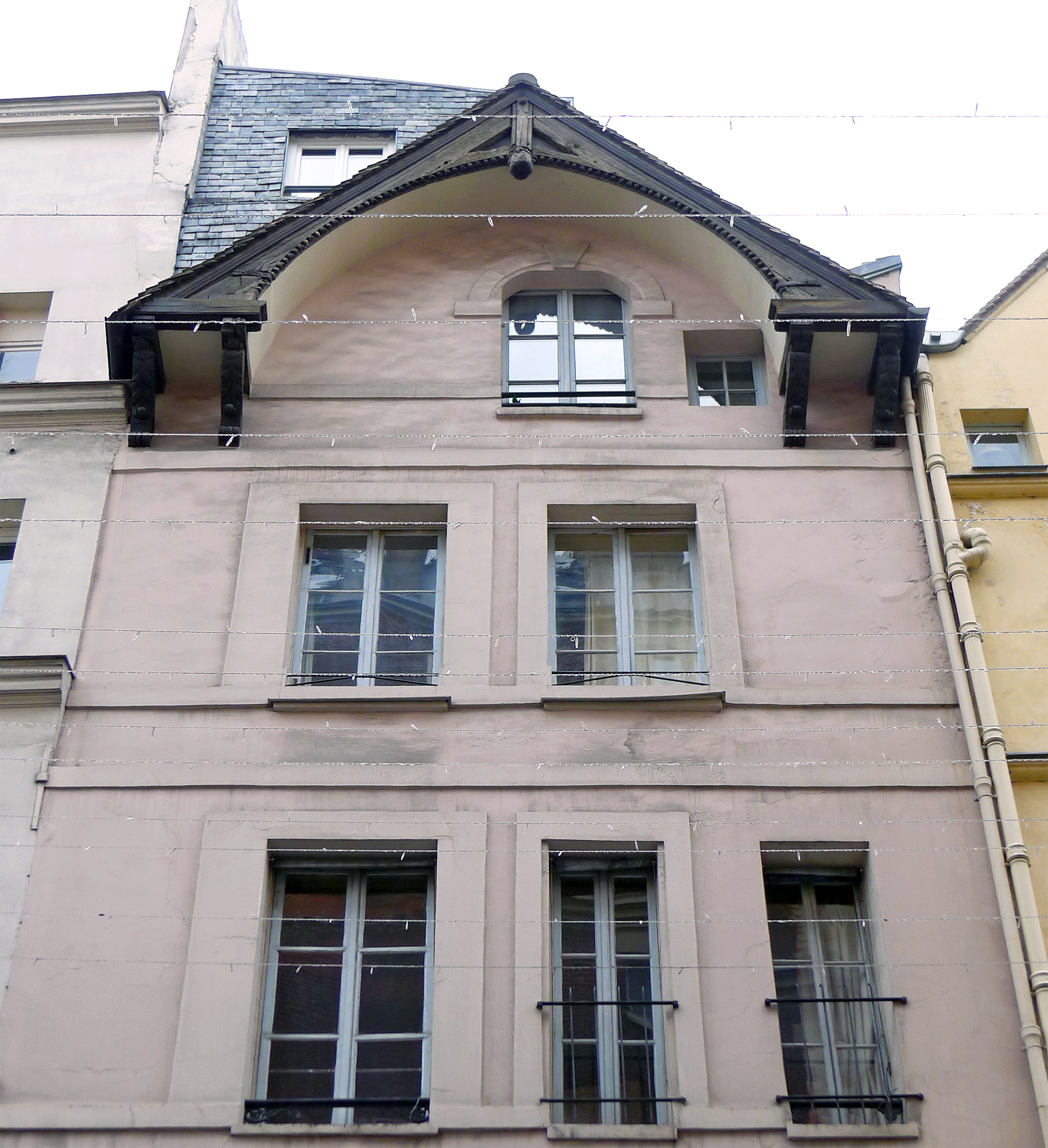
Détail du no 31 (inscrit aux monuments historiques). Le pignon de bois date de 1480 environ[7].
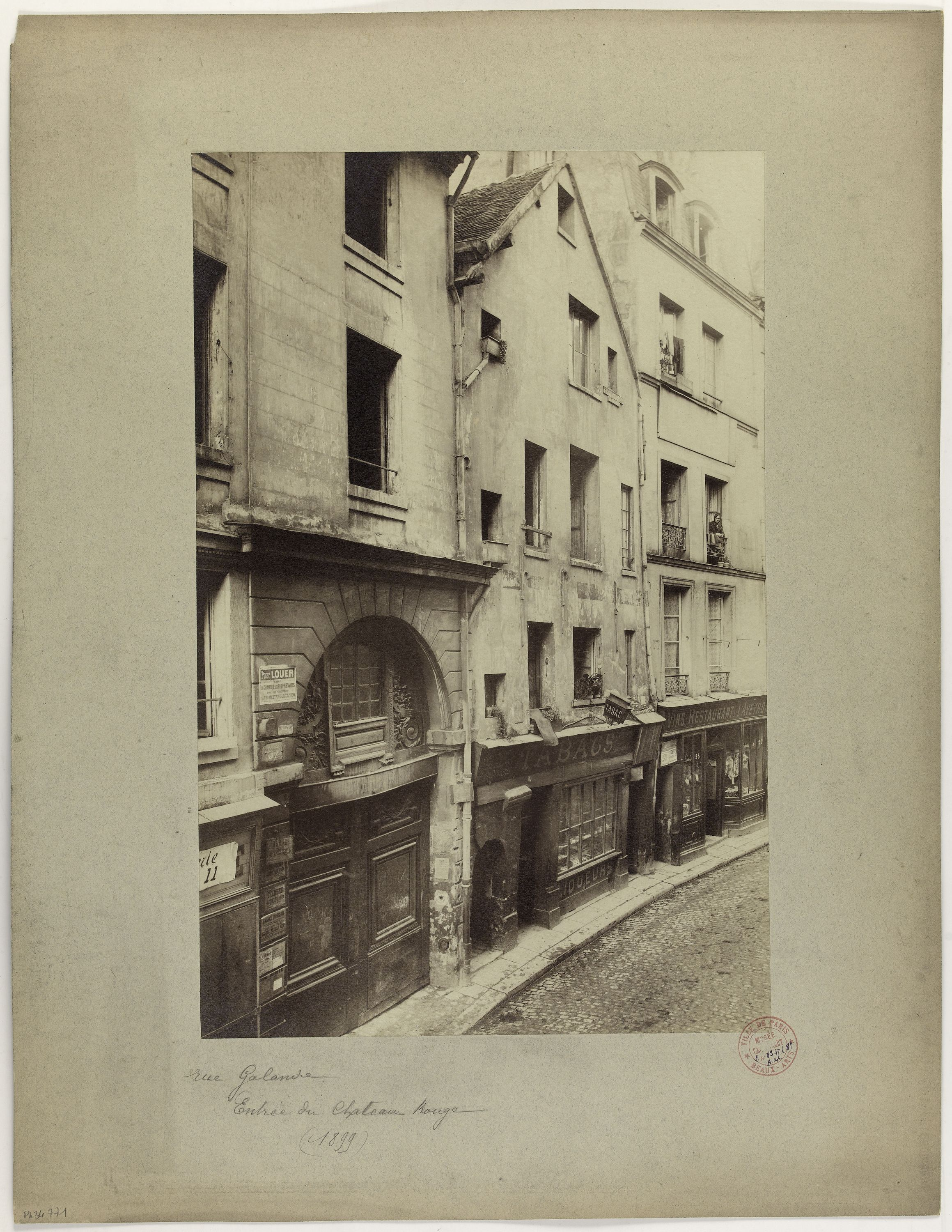
Détail du no 37 : entrée du Château rouge en 1899.

- No 31 : maison où vécurent le peintre Philippe Cara Costea[8] et le professeur Jérôme Lejeune avec sa famille[9].
- No 41 : emplacement, entre 1198 et 1270, d’un cimetière juif. L’endroit avait déjà servi de lieu de sépulture pendant l’époque gallo-romaine. Au XIIIe siècle, la communauté juive disposait de deux cimetières sur la rive gauche : celui-ci et rue Pierre-Sarrazin. En 1270, Philippe III le Hardi prescrit que les Juifs n’auront plus qu’un seul cimetière à Paris. Ils durent abandonner celui de la rue Galande[10].
- No 42 : le Studio Galande, cinéma d'art et essai connu pour diffuser The Rocky Horror Picture Show depuis sa sortie en 1975. Sur la façade, du côté gauche, un panneau en pierre sculpté englobé dans le mur représente un épisode de la vie de saint Julien le Pauvre ; ce bas-relief, déjà mentionné en 1380[7], est inscrit aux monuments historiques[11]. Ce bas-relief provient de l’église Saint-Julien-le-Pauvre. À la suite des travaux effectués dans l’église, au XVIIe siècle, il a été entreposé dans la chapelle du no 48. Après la destruction de celle-ci, il a été installé sur la façade de l’immeuble[12].

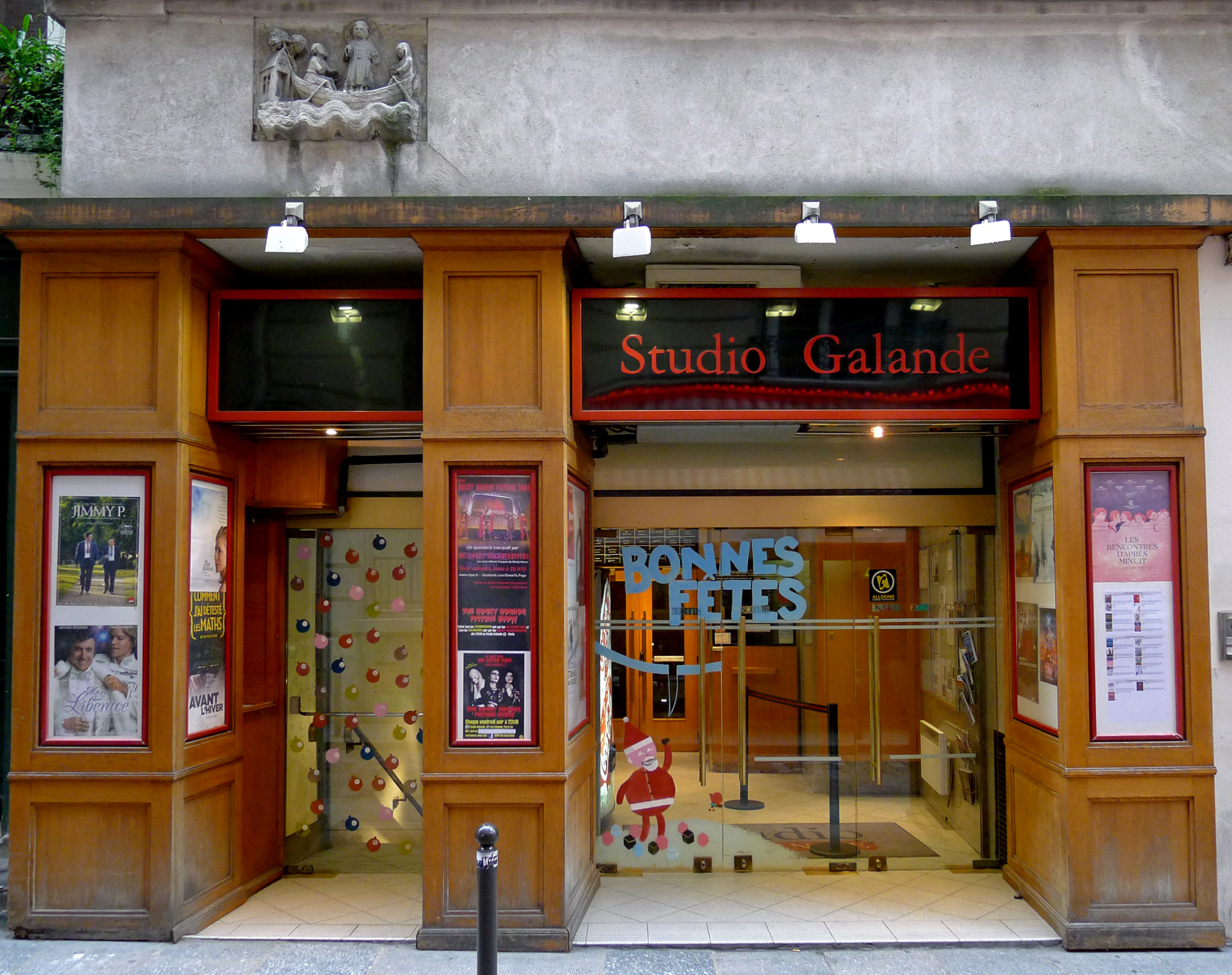
Le Studio Galande au no 42, avec un bas-relief au-dessus de son entrée.
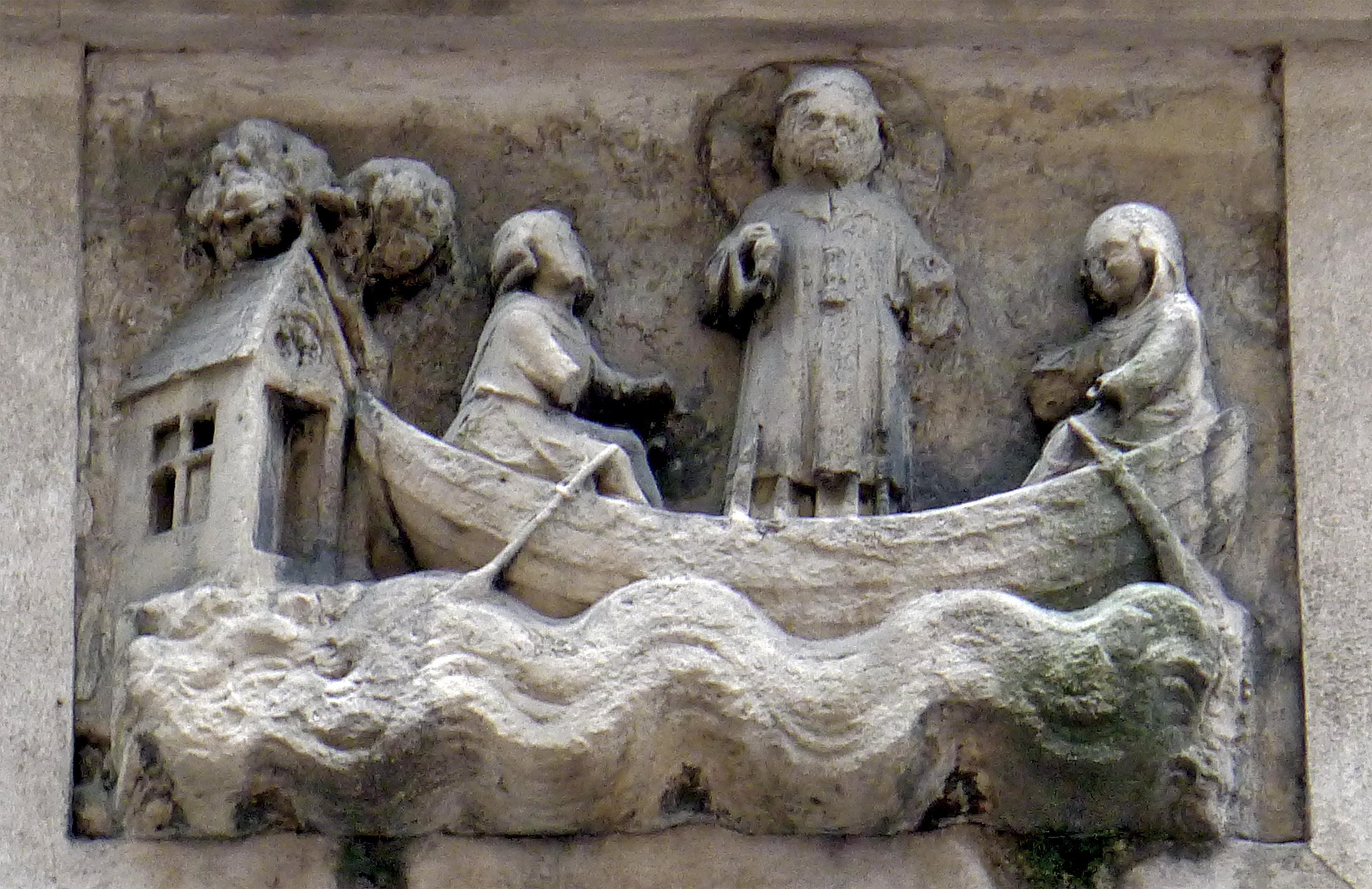
No 42, le bas-relief représentant un épisode de la légende de saint Julien.

- No 48 : immeuble au dernier étage duquel le peintre Pierre Soulages vécut et installa son atelier de 1957 à 1973[13]. À cet emplacement se trouvait l'ancienne chapelle Saint-Blaise-Saint-Louis construite vers 1200 et démolie en 1770.

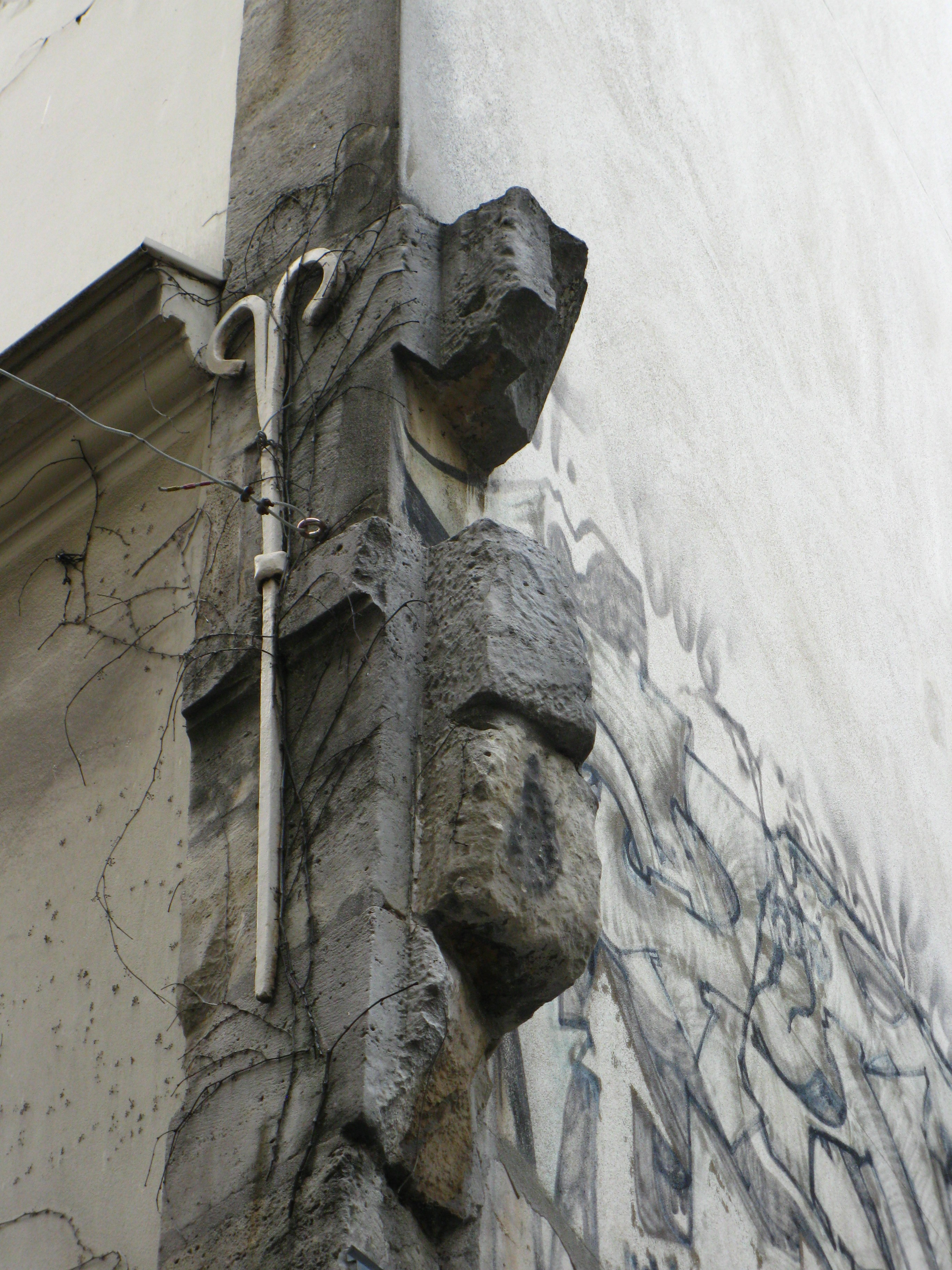
Vestige de l'ancienne église Saint-Blaise, au n°46-48.

- No 56 : club de jazz et de danse Aux Trois Mailletz, à côté duquel se trouve un panneau Histoire de Paris expliquant l'histoire de la rue.

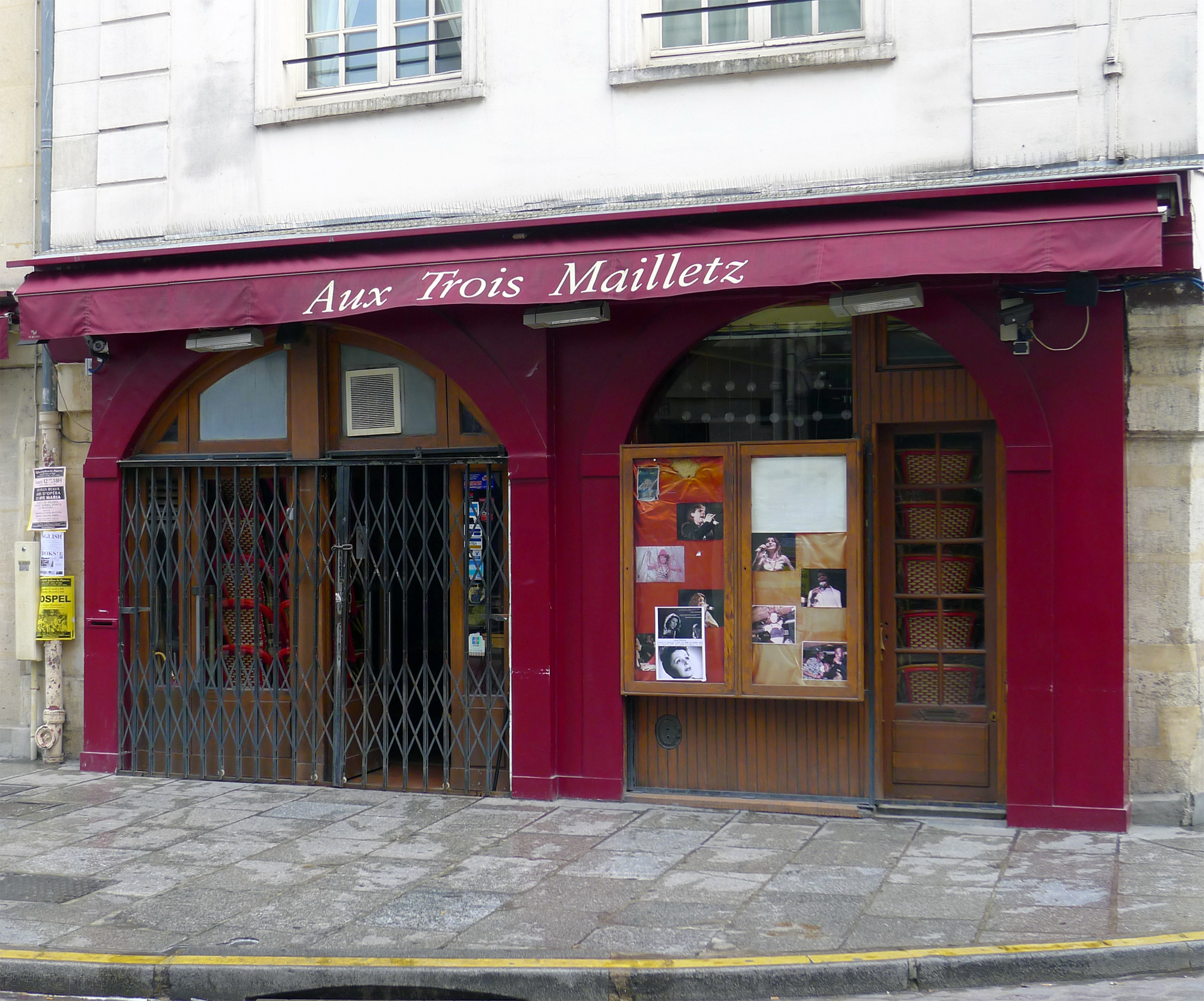
No 56, club Aux Trois Mailletz.
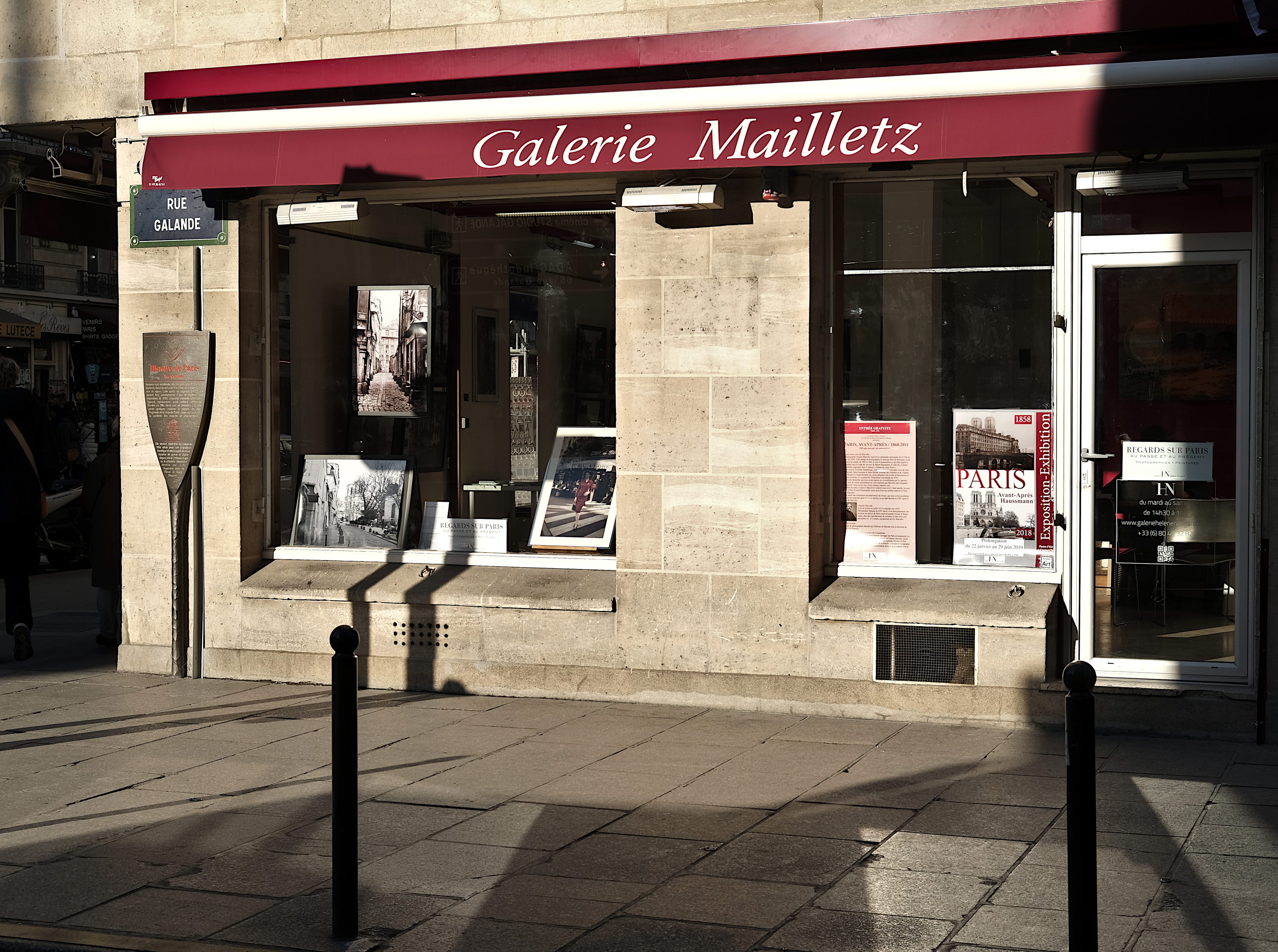
Panneau Histoire de Paris.
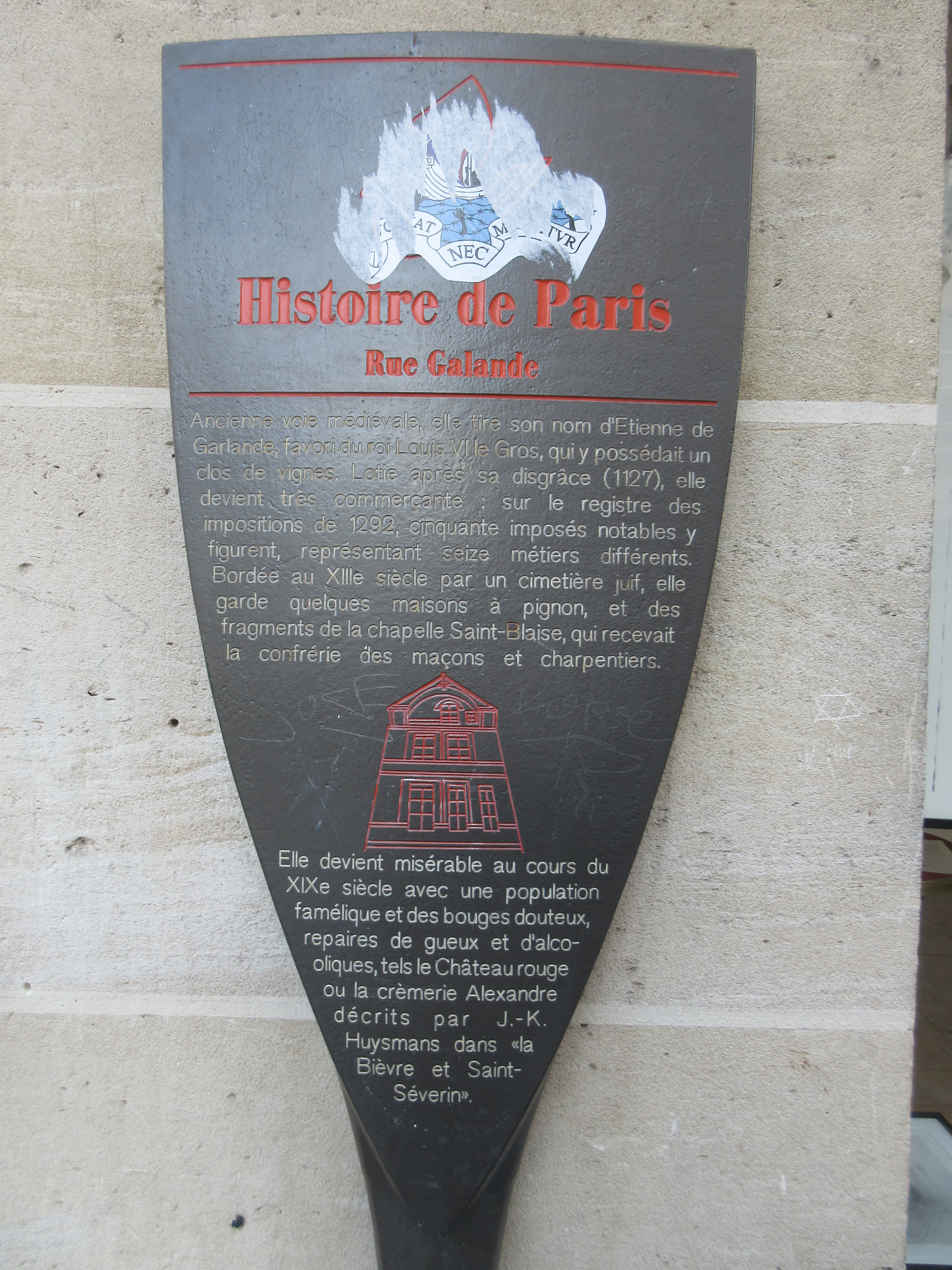
Panneau Histoire de Paris (détail).

- No 57 : emplacement du cabaret Le Château Rouge (familièrement appelé La Guillotine)[14]. Cet établissement, mal famé, décrit par Joris-Karl Huysmans dans La Bièvre et Saint-Séverin (chapitre VII), était une étape de la « tournée des grands-ducs »[15].
- No 65 : Hôtel Lesseville.

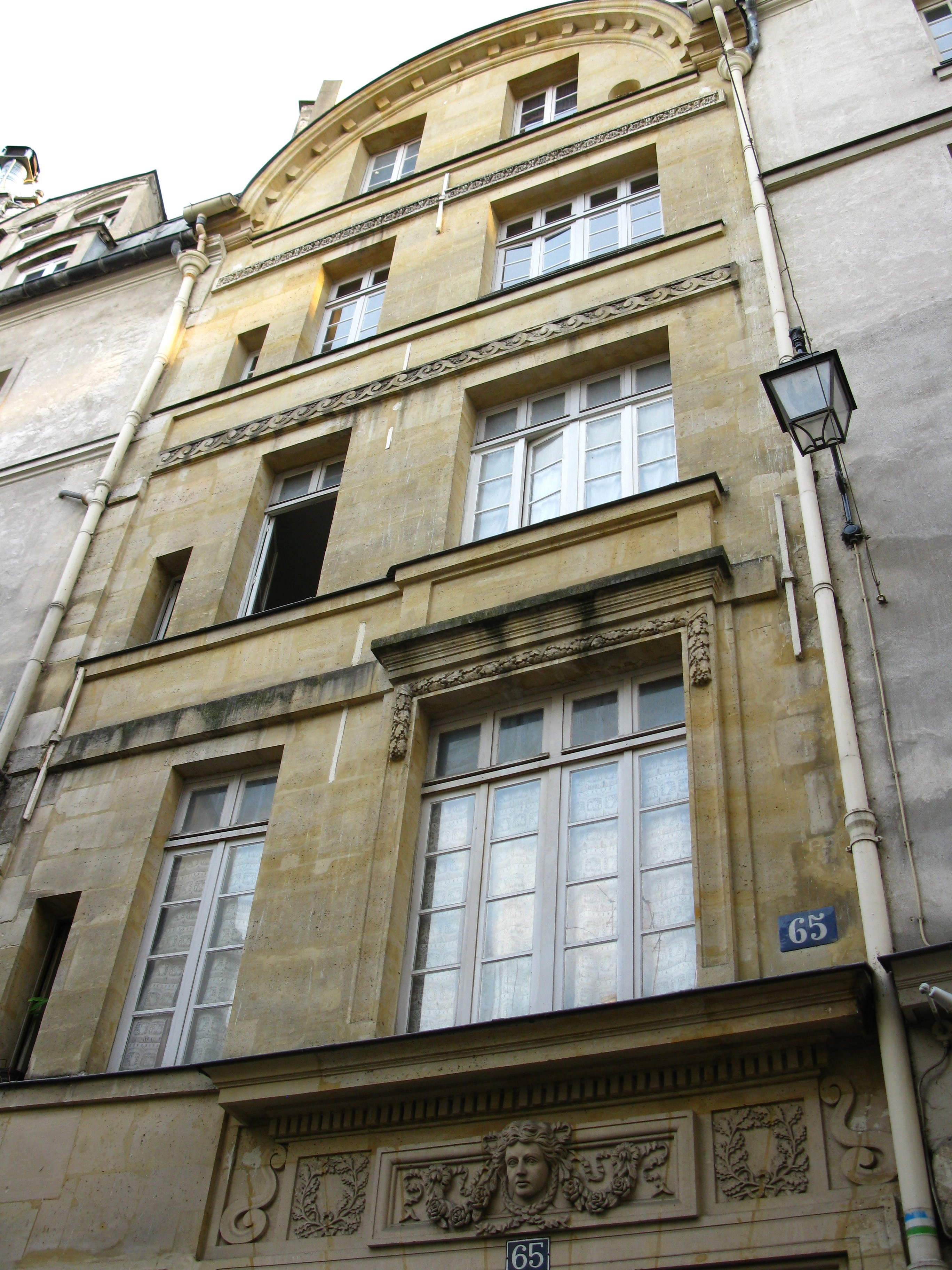
Façade de l'hôtel Lesseville.

- No 79 : l'ecclésiastique syrien Joseph Nasrallah y vécut de 1964 à 1993. Une plaque lui rend hommage.

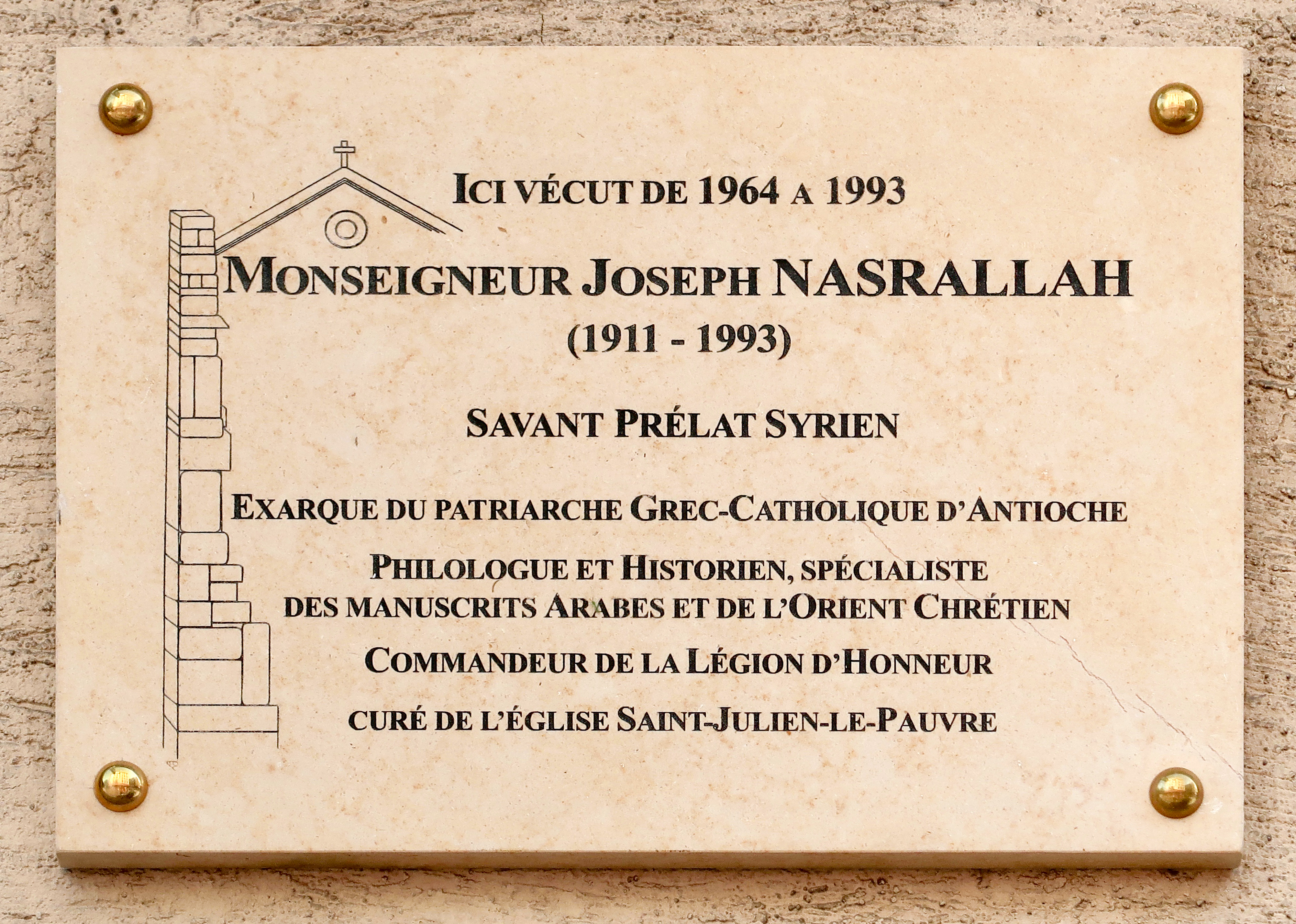
Plaque au no 79.

- non localisé
  - Le grammairien anglais Jean de Garlande (v. 1190-ap. 1255) tiendrait son nom de cette rue, où il aurait résidé lors d'un séjour d'étude à l'université de Paris[16].
  - Nicolas Boisset (trace en 1650), libraire rue Galande, proche la place Maubert, à l’image S. Estienne[17]
  - Le cabaret de la Guillotine tenu par Trolliet au XIXe siècle[18].
  - Edmond Jean François Barbier (1689-1771), mémorialiste, né rue Galande.
  - Chez Jacques Chardon, libraire-éditeur à l'enseigne de La Croix d'Or vers 1730[19].
  - Balthazar Martinot l'Aîné (1636-1714), membre de la célèbre dynastie d'horlogers fondée par la famille Martinot s'établit rue Galande en 1683[20].
  - Jean-Georges Wille (1715-1808), graveur allemand, vécut de 1737 à 1742 dans une chambre de la rue Galande, porte à porte avec son compatriote et ami Georg Friedrich Schmidt (1712-1775), également graveur[21].
  - À l'enseigne du Petit Cerf, maison attenante au collège de Cornouailles et ayant une issue rue du Plâtre, elle fut donnée à la confrérie Saint-Yves[22]
  - Charles-François-Adrien Macret (1751-1783), graveur, vécut rue Galande de 1771 à 1775[23].